# Lac-Drolet
Lac-Drolet es un municipio canadiense situado en la provincia de Quebec.

## Superficie
Lac-Drolet tiene una superficie de 124,3 km².

## Demografía
En 2021, tenía 1067 habitantes, una densidad poblacional de 8,6 hab./km², y 600 viviendas.